# Riporto di posizione
Il riporto di posizione è una procedura in cui il pilota di un aeromobile comunica ad un controllore del traffico aereo la sua posizione attuale e la successiva.
In fase di pianificazione del volo, il pilota sceglie sulle cartine una determinata rotta da seguire. Questa rotta è formata da segmenti che uniscono determinati punti notevoli (waypoint), quali radioassistenze (VOR, NDB), fix, elementi geografici per il volo a vista.
Durante il volo, il pilota, calcola i tempi stimati in cui si troverà a sorvolare i vari waypoint della rotta. Giunto su un waypoint comunicherà via radio al servizio ATS con cui è in contatto i seguenti dati:
- nominativo dell'aeromobile
- punto che viene riportato, orario di sorvolo e quota
- prossimo punto che si sorvolerà e orario stimato di arrivo (ETO, estimated time over)
- ulteriore successivo punto della rotta (ensuing point).

In questo modo, il controllore del traffico aereo o l'operatore del Servizio Informazioni Volo conosce l'esatta localizzazione dell'aeromobile e anche il suo spostamento previsto nell'immediato futuro. Essendo a conoscenza di questi dati, esso può far fronte al primo e al quarto obiettivo ATS: prevenire collisioni tra aeromobili, e fornire consigli e informazioni ai naviganti.
Il controllore può quindi fornire informazioni di traffico ai vari aeromobili presenti in zona, mettendoli al corrente della presenza di altro traffico che potrebbe essere potenzialmente in conflitto.